# Bonosus (biskup)
Bonosus (II poł. IV wieku) – biskup Sardyki (dzisiejsza Sofia). Wbrew powszechnemu ówczesnemu nauczaniu w Kościele, twierdził, że Maryja, po urodzeniu Jezusa, miała jeszcze inne dzieci ze swoim mężem Józefem. Podobne, odrzucone przez Kościół poglądy głosili także Jowinian i Helwidiusz.